# Netzinformationssystem
Ein Netzinformationssystem (auch: Netz-Informationssystem, Kurzform NIS) ist „ein Instrument zur Erfassung, Verwaltung, Analyse und Ausgabe von Betriebsmitteldaten. Diese beziehen sich auf die Netzwerktopologie, die in einem einheitlichen Bezugsrahmen gegeben sein muß.“ (Lit.: Bill/Fritsch, 1991)
Mit dieser besonderen Ausprägung eines Geoinformationssystems (GIS) arbeiten Ver- und Entsorgungsunternehmen. Hierbei steht in erster Linie die geometrische und graphische Dokumentation des Leitungsbestands im Vordergrund. Daher fallen sie ebenso in die Kategorie der Betriebs- bzw. Betriebsmittelinformationssysteme (Facility-Management-System).
Netz-Informationssysteme werden zur Verwaltung von Gas- und Wassernetzen, Fernwärmenetzen, Kanalnetzen sowie Strom-, Daten- und Telekommunikationsnetzen eingesetzt.
Ein Netzinformationssystem bündelt die verschiedenen graphischen und alphanumerischen Informationen und hält sie an einem Ort zum Abruf bereit.
Wichtige Eigenschaften eines Netzinformationssystems sind:
- Integration von heterogenen Daten in eine homogene Datenbankstruktur
- Bereitstellung eines flexiblen Datenbankmodells zur Verknüpfung der Daten
- Verwaltung und Dokumentation der Netzinfrastruktur und deren Komponenten
- Definition von Diensten und Services
- Routingfunktionen
- Kabel- und Leitungsmanagement

Netzinformationssysteme werden weiterhin für die Planung von Netzinfrastrukturen vor allem von Planungs- und Ingenieurbüros eingesetzt.
Um in ein Netzinformationssystem überführt werden zu können, müssen erst die umfangreichen analogen Pläne (z. B. Elektrizität, Fernwärme, Abwasser, Kataster) der Versorgungsunternehmen digitalisiert werden, was einen arbeitsintensiven Prozess darstellt.